# Kenganoor, Sampgaon
Kenganoor là một làng thuộc tehsil Sampgaon, huyện Belgaum, bang Karnataka, Ấn Độ.